# Miura, Kanagawa
Miura (三浦市 (Tam Phố thị) Miura-shi) là một thành phố thuộc tỉnh Kanagawa, Nhật Bản.

## Thư viện ảnh

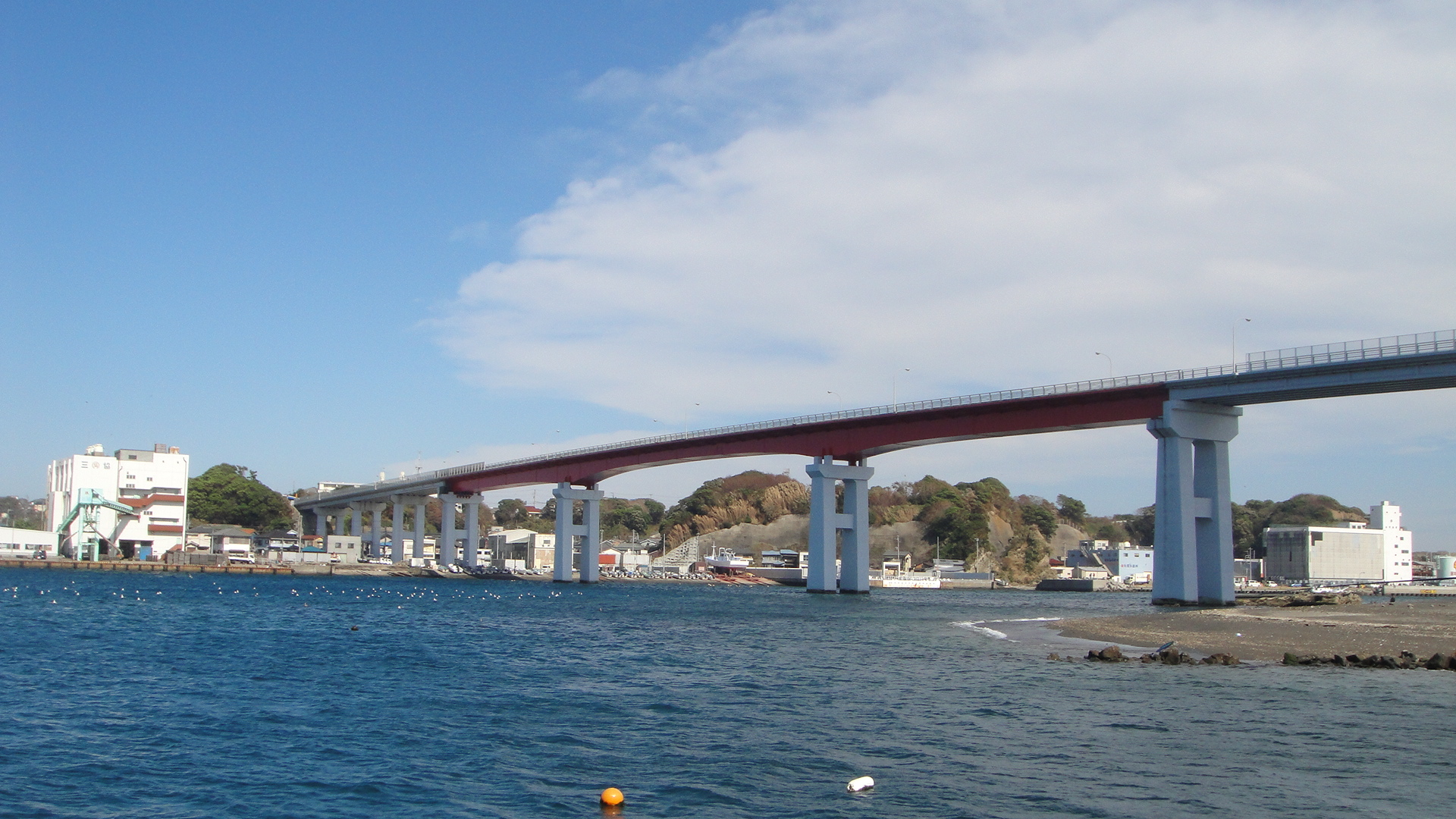
城ヶ島大橋
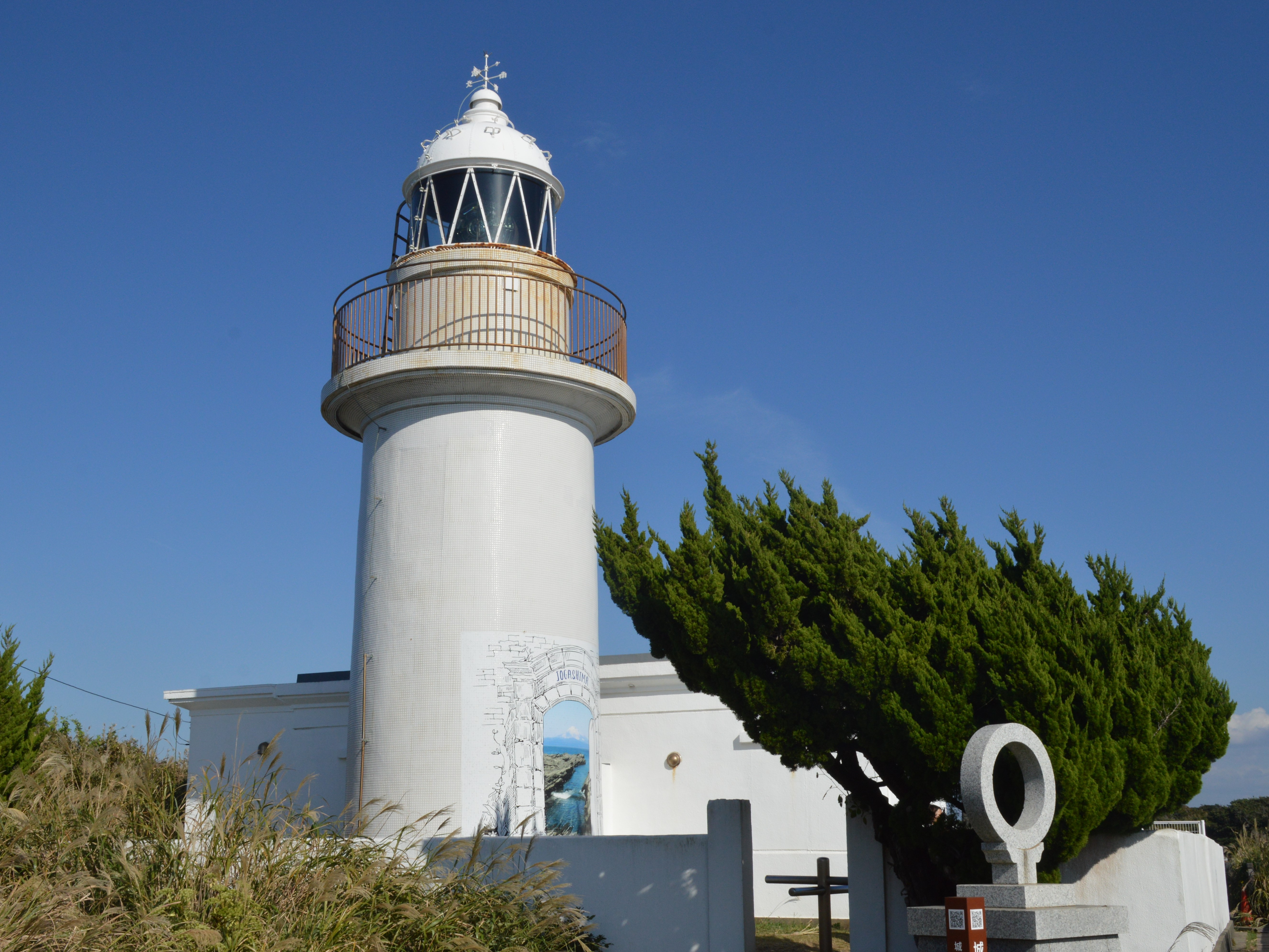
城ヶ島灯台
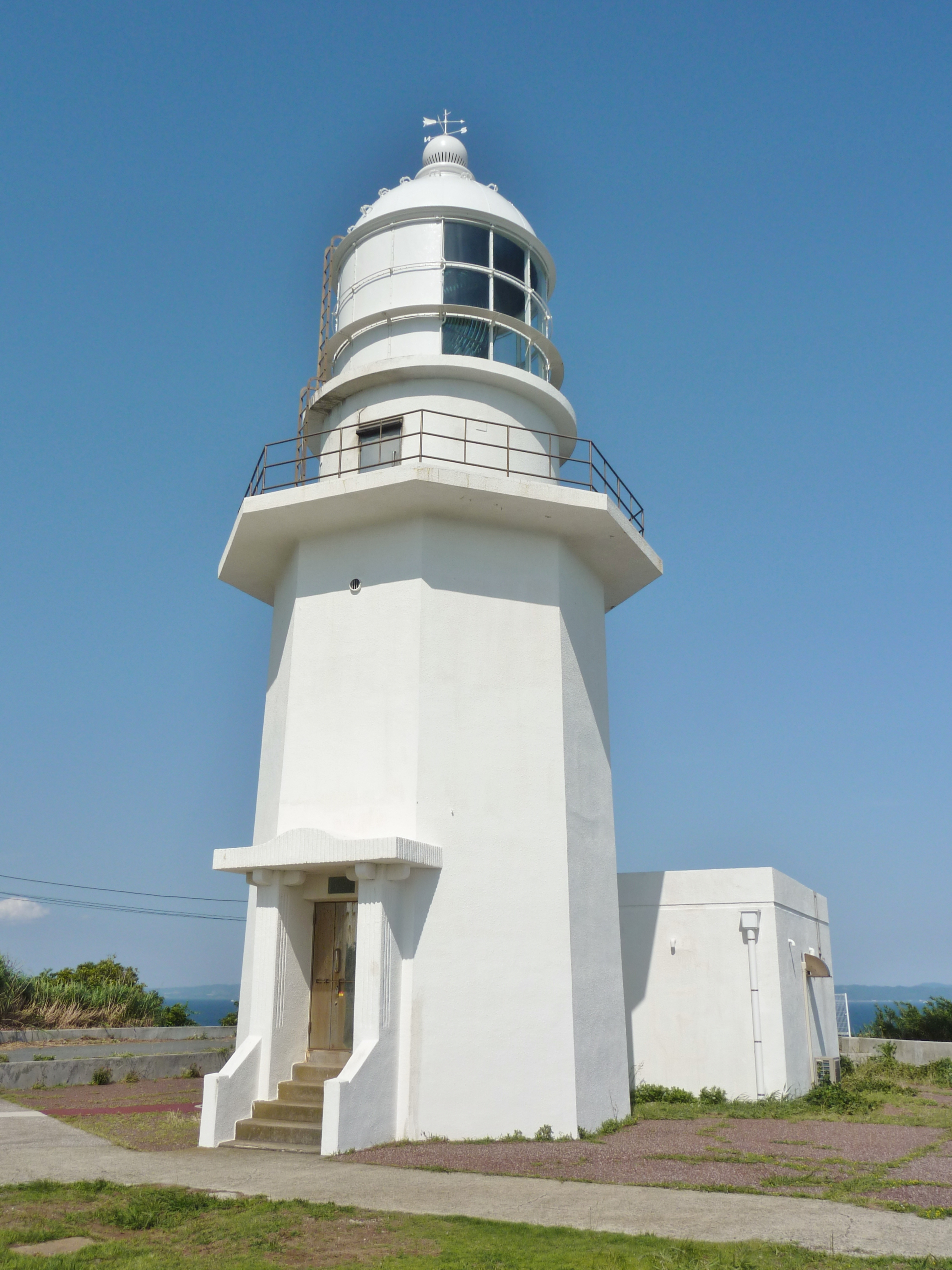
剱埼灯台
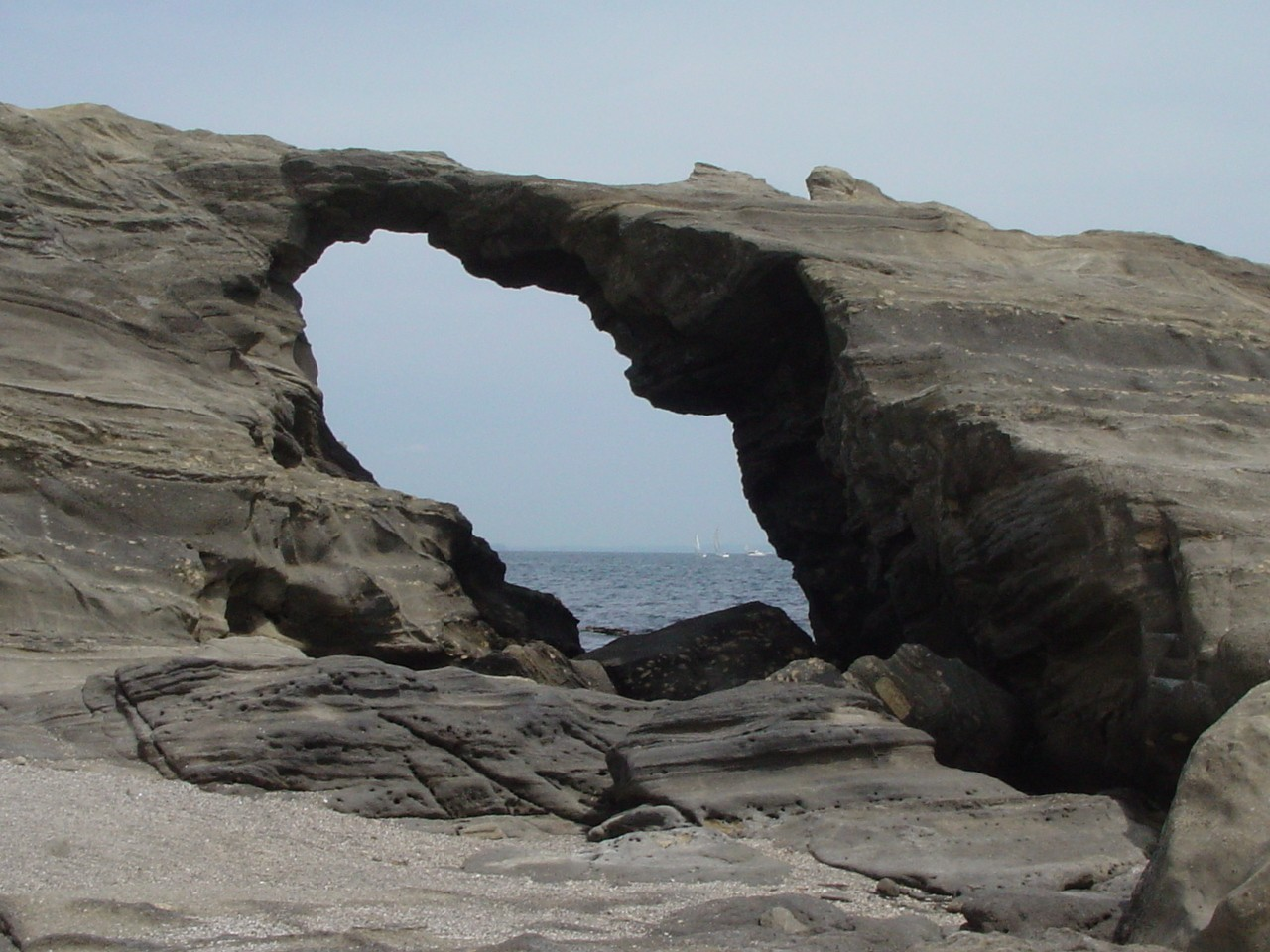
城ヶ島
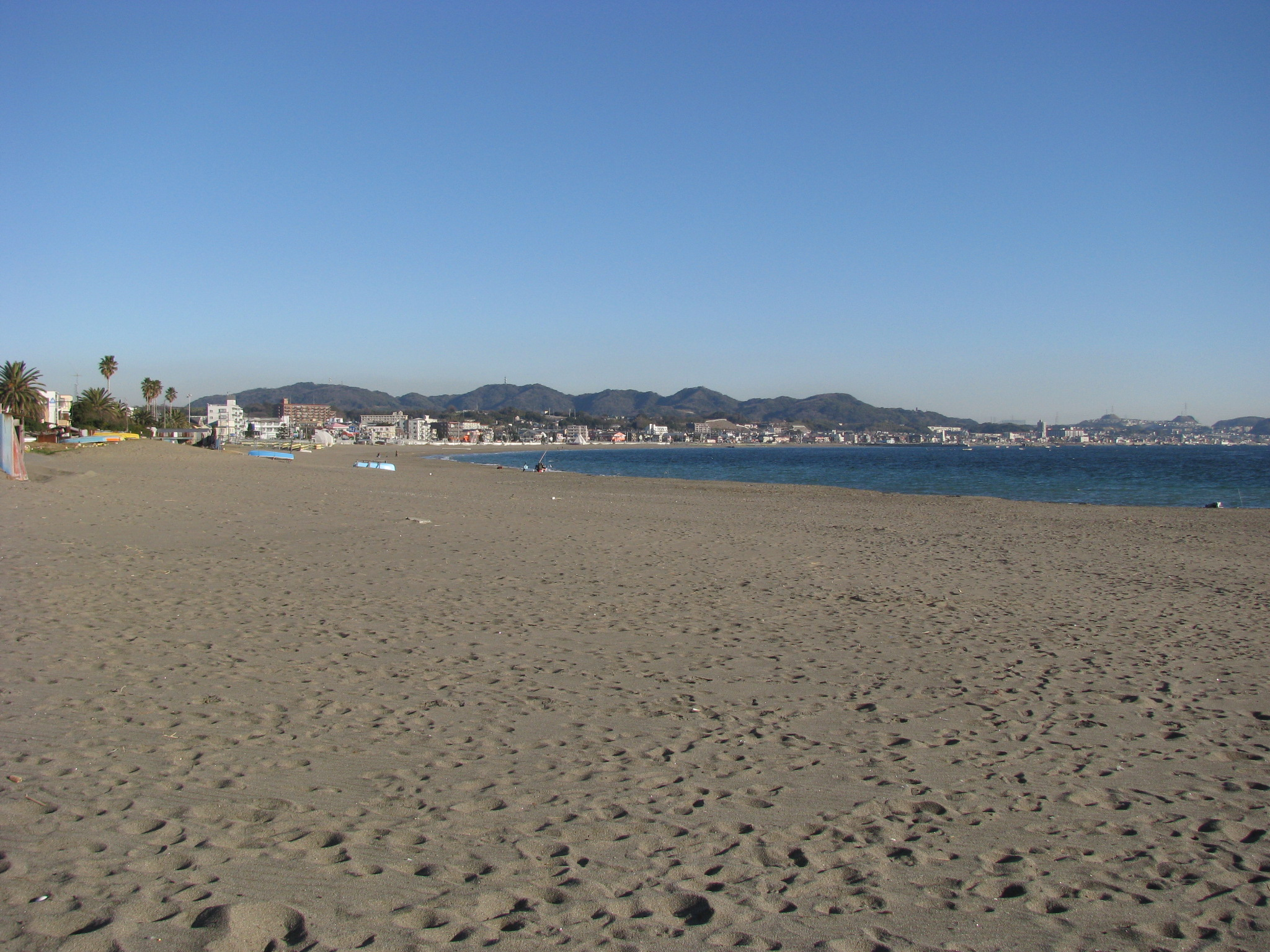
三浦海岸海水浴場
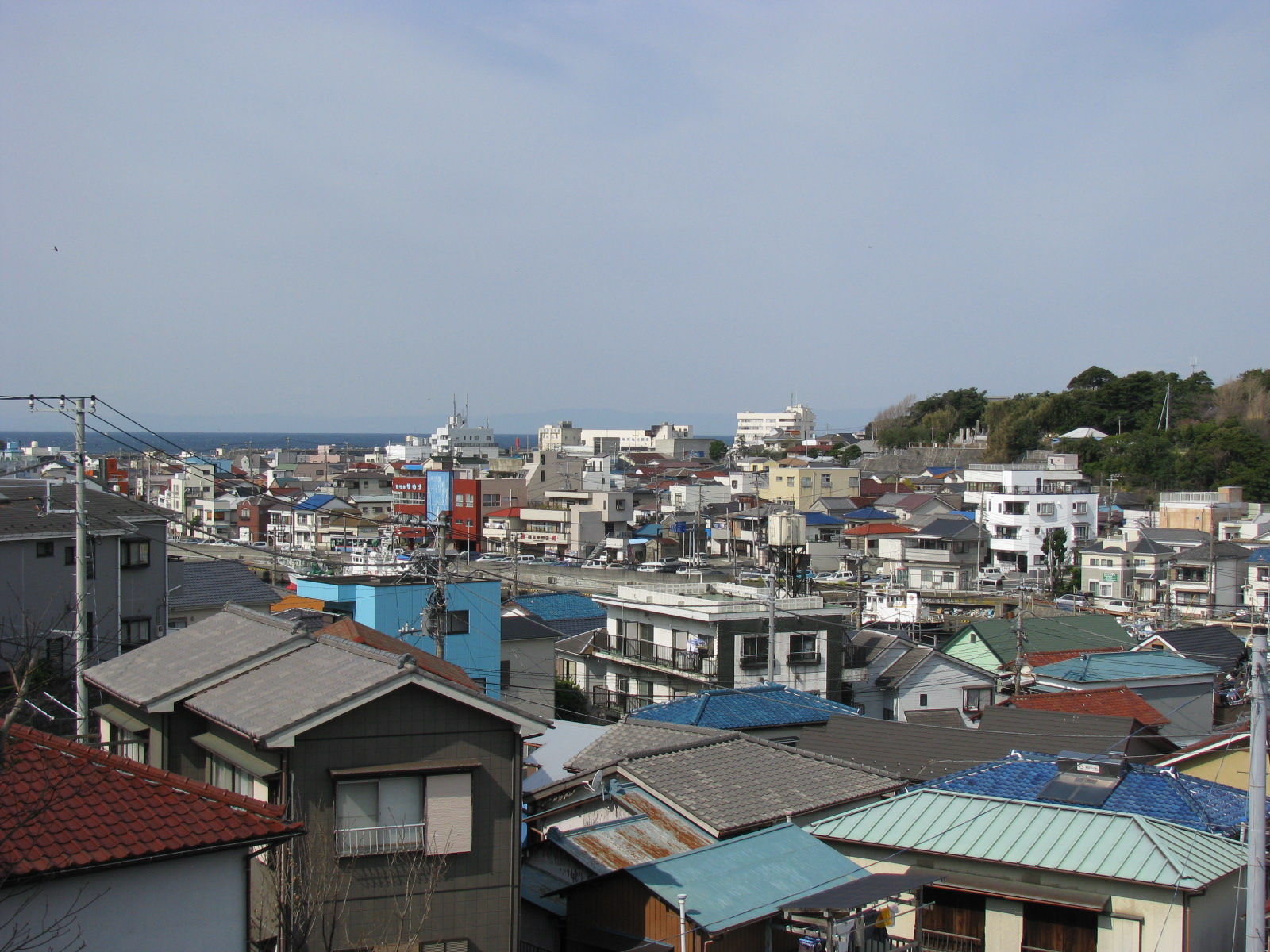
三崎の街並み